# Scathophaga lapponica
Scathophaga lapponica är en tvåvingeart som först beskrevs av Ringdahl 1920.  Scathophaga lapponica ingår i släktet Scathophaga och familjen kolvflugor. Inga underarter finns listade i Catalogue of Life.